# منطقه تجاری تاریخی جفرسون چالمرز
منطقه تجاری تاریخی جفرسون چالمرز (به انگلیسی: Jefferson–Chalmers Historic Business District) یک منطقهٔ مسکونی در ایالات متحده آمریکا است که در دیترویت واقع شده‌است.